# V368 Близнецов
V368 Близнецов (лат. V368 Geminorum) — одиночная переменная звезда в созвездии Близнецов на расстоянии (вычисленном из значения параллакса) приблизительно 32 486 световых лет (около 9 960 парсек) от Солнца. Видимая звёздная величина звезды — от +13,2m до +10,6m.

## Характеристики
V368 Близнецов — красная углеродная пульсирующая переменная звезда, мирида (M) спектрального класса C. Эффективная температура — около 3294 К.